# Carl Johan Lundberg
Carl Johan Lundberg, född den 13 april 1843 i Vårdsbergs socken, död den 3 april 1897, var en svensk fabrikör och garvare.

## Biografi
Lundberg grundade C.J. Lundbergs läderfabrik i Valdemarsvik 1873. Vid hans död tog sonen, Karl Lundberg, över verksamheten.
Han var gift med Johanna Sofia Andersson (1839–1922). De fick barnen Sigrid (f. 1872), Karl (f.1873), Walter (f. 1877) och Martha (f. 1880).

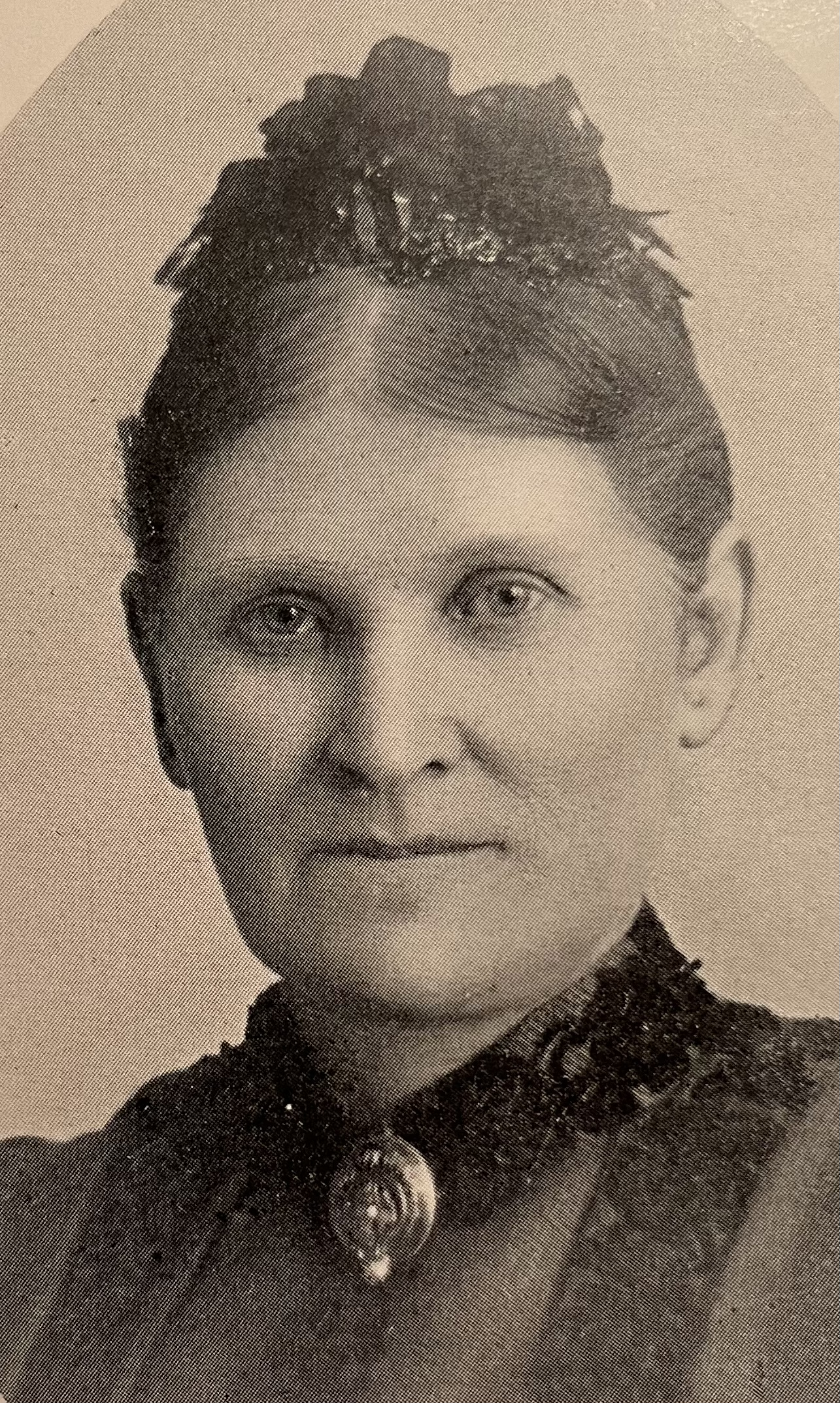
Johanna Sofia Lundberg, född Andersson (1839–1922).

Lundberg tillhörde en gammal östgötasläkt. Hans fäder hade i flera led varit östgötaryttare och livgrenadjärer. Då fadern, som var grenadjär, dog och efterlämnade änka med flera oförsörjda barn, måste Carl Johan, endast 12 år gammal själv söka sin utkomst. Han arbetade som skjutsgosse och vid 14 års ålder som dränggosse hos en lantbrukaränka, för vars dotter Johanna han fattade tycke. Vid 16 års ålder skaffade han sig plats som lärling i ett garveri och efter 4 års lärotid i Linköping erhöll han gesällbrev, varefter han praktiserade på garverier i skilda delar av Sverige och Norge. Därefter tog han arbete på ett garveri i Norrköping där han återsåg sin trolovade. Den 25-årige mannen antog verkästarplats i Linköping och när sedan några hundra kronor sparats, var han spekulativ nog att inköpa ett litet garveri i Gärdserums socken i Kalmar län, där han etablerade sig den 1 juni 1869 och snart hemförde  till det nya hemmet sin brud. Redan efter fyra år blev garveriet i Gärdserum för litet och 1873 inköptes det Rydbomska garveriet i Valdemarsvik för 10 000 kr.
Den 1 oktober 1873 flyttade C. J. Lundberg med maka och två barn till Valdemarsvik, där det större och tidsenligare garveriet och den livaktiga handelsplatsen med sina ångbåtsförbindelser till Stockholm, Västervik och Norrköping bjöd ett större arbetsfält. För att skaffa fördelaktigare inköpsförbindelser och efterforska den mest lämpliga råvaran företog C. J. Lundberg i början av 1880-talet en resa till Hamburg. Denna och efterföljande resor gav gott resultat och gav anledning till ökad produktion. På grund av den ökande arbetsbördan på Carl Johan och frun Johanna anställdes Hugo Nygren den 1 augusti 1881 som bokhållare. Nu gavs tid för Carl Johan att utveckla fler egna affärskontakter och man kunde handla utan grossisterna i Stockholm och Örebro som mellanhänder. Order införskaffades genom provisionsresande och försäljningsresor, som C. J. Lundberg samt Nygren företog. Särskilt i Norrland vann kipslädret god marknad, och den ökade omsättningen föranledde en genomgripande ombyggnad av garveriet, som utfördes 1888, då även ångmaskin insattes.
Lundberg deltog i de kommunala styrelserna i både köpingen och socknen och deltog aktivt i det kommunala arbetet och innehade ett flertal förtroendeuppdrag. Han var också den, som framförde förslaget att realisera önskemålet om en järnväg Valdemarsvik-Söderköping. Många var de tidningsartiklar, införda i Östgöta Correspondenten och Söderköpings-Posten, som han inspirerade sonen Karl att skriva i denna fråga som omsider blev realiserad. C. J. Lundberg tillhörde interimsstyrelsen, men fick ej uppleva järnvägsbolagets bildande, den 30 maj 1902, varför sonen Karl då i stället ingick som styrelseledamot.